# Stephanogorgia diomedea
Stephanogorgia diomedea är en korallart som beskrevs av Bayer och Muzik 1976. Stephanogorgia diomedea ingår i släktet Stephanogorgia och familjen Chrysogorgiidae. Inga underarter finns listade i Catalogue of Life.